# مركز ريف دمشق
منطقة مركز ريف دمشق منطقة سورية إدارية تتبع محافظة ريف دمشق، لا يوجد مركز إداري محدد لمنطقة مركز دمشق ومعظم مبانيها الإدارية موجودة في العاصمة دمشق، بلغ تعداد سكان المنطقة 837,804 نسمة حسب التعداد السكاني لعام 2004.

## نواحي منطقة مركز ريف دمشق
- ناحية ببيلا
- ناحية جرمانا
- ناحية عربين
- ناحية الكسوة
- ناحية كفر بطنا
- ناحية المليحة